# Marco Delvecchio
Marco Delvecchio (Milano, 7 aprile 1973) è un ex calciatore italiano, di ruolo attaccante.
Chiamato familiarmente dai suoi tifosi e dalla stampa Super Marco e Uomo derby per le sue marcature nei derby di Roma, è stato uno degli attaccanti di riferimento della Roma alla fine degli anni novanta e l'inizio degli anni duemila. Con i giallorossi vinse uno scudetto e una Supercoppa italiana, diventando per alcuni anni, dal 2002 al 2009, il miglior marcatore di sempre nei derby di Roma con 9 gol, prima di essere superato da Francesco Totti. Conta inoltre 22 presenze e 4 gol con la nazionale italiana, con cui è stato vicecampione d'Europa nel 2000.

## Biografia
Nato in una famiglia originaria di Barletta, è stato sposato per 15 anni con Sara e ha tre figli: Nicolas anch'egli con esperienze da calciatore  , Federica e Greta.
Il suo gesto dopo aver segnato un gol consisteva nel portare le mani all'altezza delle orecchie spalancate; questo suo gesto nacque come risposta polemica alle contestazioni della curva Sud.

## Caratteristiche tecniche
Mancino, abile nel dribbling, realizzava spesso assist per i compagni, ma aveva anche uno spiccato senso del gol e sapeva segnare sia di piede che di testa. Queste sue qualità lo resero un avversario molto pericoloso per l'ex-capitano della Lazio Alessandro Nesta, che aveva il compito di marcarlo nei derby di Roma.
Dal punto di vista tattico prediligeva il ruolo di prima punta – che ha ricoperto anche in nazionale –, anche se era in grado di svolgere diversi compiti nel reparto avanzato: ha infatti giocato come esterno d'attacco o, addirittura, come centrocampista esterno del 4-4-2.

## Carriera

### Giocatore

#### Club

##### Inter e prestiti
(Marco Delvecchio sull'esperienza nerazzurra.)
Cresciuto nel settore giovanile dell'Inter e lanciato nella squadra Primavera nerazzurra da Gianpiero Marini, Delvecchio ha fatto il suo debutto assoluto con la prima squadra interista ancora prima di aver compiuto 19 anni, il 26 febbraio 1992 nella partita di Coppa Italia Inter-Juventus (1-2), entrando durante il primo tempo per sostituire Davide Fontolan.
Il debutto in Serie A è avvenuto a 19 anni, in Fiorentina-Inter (1-1) del 1º marzo 1992, quando è entrato al 64º per sostituire Fontolan. Non riesce a trovare un posto in squadra (solo cinque apparizioni stagionali tra campionato e Coppa Italia), pertanto il 10 luglio 1992 viene ceduto in prestito al Venezia in Serie B e l'anno seguente all'Udinese.

Delvecchio con la maglia dell'Inter nella stagione 1994-1995

Il 25 giugno 1994 torna all'Inter. L'allenatore Ottavio Bianchi gli permette di giocare con continuità. Il 30 novembre 1994, all'89º minuto di gioco, segna il suo primo gol in Serie A contro la Reggiana. Il 4 giugno 1995, all'ultima giornata di campionato, segna al 91º il gol del definitivo 2-1 in Inter-Padova, vittoria che vale ai nerazzurri la qualificazione per la Coppa UEFA. Conclude la stagione con 29 presenze e 4 gol stagionali.
Nella stagione 1995-1996 realizza un gol in Inter-Torino (4-0) del 1º ottobre 1995, ma dopo un mese viene ceduto in prestito alla Roma in cambio del cartellino di Marco Branca. Delvecchio apprende la notizia mentre si trova in Under-21 e rimane stupito e amareggiato.

##### Roma

###### 1995-1999: gli esordi
(Marco Delvecchio parla della sua esultanza (il tipico gesto delle orecchie) e del rapporto con la tifoseria giallorossa.)

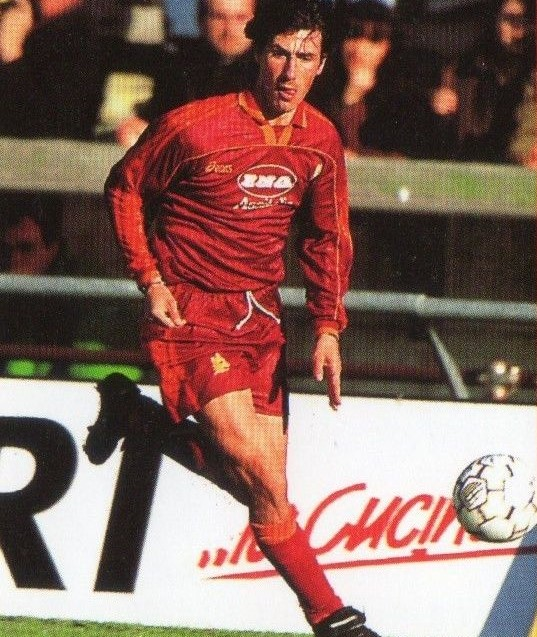
Delvecchio in azione alla Roma nella stagione 1995-1996

Il 9 novembre 1995 passa alla Roma in prestito per 4 miliardi di lire, debutta con la squadra romana nella stagione 1995-1996, unendosi ad un attacco composto da Abel Balbo, Daniel Fonseca e un giovanissimo Francesco Totti. L'approccio con la tifoseria giallorossa non è dei migliori: i tifosi lo fischiano, non considerandolo all'inizio un buon investimento. Il 17 dicembre 1995 realizza il suo primo gol in maglia giallorossa nella vittoria in trasferta contro il Napoli (0-2). Non gioca con continuità nel girone di andata, poiché l'allenatore Carlo Mazzone gli preferisce Balbo, Fonseca e Totti. Tuttavia, all'inizio del girone di ritorno, Mazzone lancia Delvecchio titolare, permettendogli di giocare con continuità e di guadagnarsi a suon di gol l'affetto della tifoseria giallorossa. Il 20 aprile 1996, ancora contro il Napoli, realizza la sua prima tripletta in carriera e trascina i compagni di squadra al successo, ribadendo di essere in una condizione di forma eccezionale e di rappresentare un investimento non di poco conto per il futuro della società giallorossa. Il 5 maggio realizza una doppietta in Fiorentina-Roma (1-4), gara che segna l'ultima apparizione calcistica del capitano Giannini. Conclude la sua prima stagione a Roma con 24 presenze e 10 gol, secondo capocannoniere giallorosso dopo Balbo.
Il 19 giugno 1996 viene riscattata la metà del cartellino per 6 miliardi di lire. L'annata non si rivela fortunata per Delvecchio: in 27 presenze stagionali è autore solo di 4 gol. Il 20 ottobre realizza il momentaneo pareggio giallorosso in Verona-Roma (2-1). Sei giorni più tardi realizza al 90' il gol del pareggio in Roma-Juventus. Il 1º dicembre realizza il gol del momentaneo pareggio giallorosso in Roma-Fiorentina (3-3), mentre il 5 gennaio segna da ex contro l'Inter nella partita terminata 3-1 in favore dei nerazzurri.
Il 24 giugno 1997 viene riscattato l'intero cartellino per 4 miliardi e 300 milioni di lire. Con l'arrivo sulla panchina giallorossa di Zdeněk Zeman, Delvecchio parte come riserva di Balbo. Realizza il suo primo gol stagionale in Empoli-Roma (1-3), prima partita della stagione 1997-1998. Il 1º novembre 1997 realizza al 90' il suo primo gol nel derby di Roma, Roma-Lazio (1-3). Il 26 novembre seguente realizza il suo primo gol in Coppa Italia in Roma-Udinese (2-1), decidendo il match e qualificando i giallorossi ai quarti di finale. Il 1º marzo 1998 è autore di una doppietta in Roma-Fiorentina (4-1), mentre il 3 maggio realizza un gol in Roma-Milan (5-0), concludendo così la stagione con 27 presenze e 7 gol in campionato.

Delvecchio (a sinistra) esulta con Francesco Totti al termine del vittorioso derby di Roma dell'11 aprile 1999 (3-1), in cui il numero 24 giallorosso mise a segno una doppietta

Nella stagione 1998-1999 conquista un posto da titolare nel modulo 4-3-3 zemaniano e viene schierato al centro nel tridente offensivo composto da Paulo Sérgio e Totti. Delvecchio si adatta perfettamente al modulo impostato dall'allenatore e realizza ben 18 gol in campionato (miglior marcatore stagionale dei giallorossi). Tra questi anche le tre marcature ai danni della Lazio: un gol il 29 novembre 1998 in Lazio-Roma (3-3) (partita in cui gli viene annullato un gol regolare) e dunque una doppietta l'11 aprile 1999 in Roma-Lazio (3-1). Delvecchio realizza anche un gol in Coppa Italia contro l'Atalanta e quattro in Coppa UEFA, tra cui quello all'Atletico Madrid che risulta inutile ai fini del risultato per accedere alla semifinale.

###### 1999-2005: gli anni di Capello e lo scudetto
(Marco Delvecchio)

Delvecchio in azione in maglia romanista nel campionato 1999-2000: le prestazioni offerte gli hanno valso la convocazione per il.

Nella stagione 1999-2000, con l'arrivo di Capello, Delvecchio arretra la sua posizione e va a giocare come seconda punta, lasciando il ruolo di attaccante più avanzato al neo-acquisto Montella. Nonostante il nuovo ruolo, Delvecchio è comunque decisivo in campionato. Il 19 settembre realizza una doppietta in Venezia-Roma (1-3), mentre qualche giorno più tardi, il 16 settembre, realizza un gol in Roma-Vitória Futebol Clube (7-0), unico suo gol stagionale in Europa. Il 21 novembre 1999 segna una doppietta alla Lazio e poi si ripete la giornata di campionato successiva contro l'Udinese, realizzando anche in questa occasione una doppietta. Il 27 febbraio realizza un gol alla Juventus per il momentaneo 1-1 (la partita finirà 2-1 per i piemontesi) e, il 5 marzo seguente, decide con il suo gol il match Roma-Torino (4-0), concludendo così la stagione con 28 presenze, 11 gol e con la convocazione in maglia azzurra per la fase finale del campionato d'Europa 2000.
Ritornato titolare l'anno seguente, Delvecchio gioca quasi da esterno di centrocampo (ruolo che ricoprirà sempre più frequentemente con l'andare degli anni, tra club e nazionale), formando con Totti e Batistuta un prolifico tridente d'attacco. La nuova posizione non gli permette di essere prolifico in rete, ma Delvecchio gioca un ottimo campionato, contribuendo alla vittoria del terzo scudetto giallorosso, il primo e unico a livello personale. Realizza solo 3 gol in campionato, tra cui spicca su tutti quello contro la Lazio il 29 aprile 2001 (2-2), mentre in Coppa UEFA, in 8 presenze, è autore di ben 6 gol, tra cui quattro gol al Gorica e uno all'Amburgo nei sedicesimi di ritorno.
Il 19 agosto 2001 Delvecchio vince con la Roma la Supercoppa italiana, ottenuta battendo la Fiorentina all'Olimpico per 3-0. Non gioca titolare, ma entra in campo al 66º minuto sostituendo Montella. Il 26 settembre 2001 debutta in UEFA Champions League, nella vittoria per 2-1 contro il Lokomotiv Mosca. Il 27 ottobre apre le marcature del derby capitolino, Roma-Lazio (2-0), realizzando uno dei suoi gol più famosi: dopo aver dribblato Mihajlovic, Delvecchio salta Nesta e infila la palla di sinistro all'incrocio dei pali, spiazzando il portiere Peruzzi. Tre giorni dopo, invece, realizza la sua prima marcatura in Champions League, il gol del pareggio in Roma-Anderlecht (1-1) che qualifica i giallorossi al turno successivo. Conclude la stagione con 24 presenze e 2 gol in campionato.

Da sinistra: Delvecchio, Antonio Cassano e Gabriel Batistuta con la maglia scudettata della Roma nel precampionato 2001-2002

Nella stagione successiva, segna il primo gol in campionato il 27 ottobre: è il 9º gol contro la Lazio, con cui apre le marcature della gara conclusasi con un pareggio (2-2) e diventa il miglior marcatore di sempre nei derby di Roma con 9 gol (a pari merito con Dino da Costa). Tale primato verrà battuto da Totti qualche anno dopo, durante la stagione 2014-2015. Il 6 novembre torna al gol in campionato contro il Como nel recupero della prima giornata, e il 12 segna il gol del pareggio nella sfida di UEFA Champions League 2002-2003 Roma-AEK Atene (5-1), ultima gara della prima fase a gironi. Il 22 gennaio realizza una tripletta nel vittorioso quarto di finale di Coppa Italia Roma-L.R. Vicenza (6-2). Conclude la stagione con 4 gol e 16 presenze in campionato.
La stagione 2003-2004 inizia per Delvecchio con un gol all'Udinese alla prima di campionato. In Coppa Italia segna un gol al Palermo nella gara di andata degli ottavi. Si ripete nella gara di ritorno, segnando il definitivo 2-1 per i giallorossi. Realizza anche l'ultima rete della prima gara di Coppa UEFA tra Roma-Vardar (6-0). Nel gennaio 2005, dopo aver giocato solo quattro gare, decide di lasciare la Roma, dopo dieci anni di militanza.
Con la Roma, Delvecchio ha disputato 300 gare, mettendo a segno 83 reti (di cui 231 gare e 62 reti in Serie A), e ha vinto uno scudetto e una Supercoppa italiana.

##### Brescia, Parma e Ascoli
Il 27 gennaio 2005 dice addio alla Roma dopo dieci anni, si trasferisce al Brescia, giocando con la squadra bresciana solo 4 partite. Il 20 agosto si trasferisce poi al Parma (8 presenze e 1 gol alla Juventus nella stagione 2005-2006) e nell'agosto 2006 passa all'Ascoli. Con questa squadra gioca 10 partite e realizza 2 gol, uno dei quali messo a segno in Roma-Ascoli (2-2). Ancora prima della fine della stagione 2006-2007, rescinde il contratto con l'Ascoli per via di un infortunio al ginocchio.

##### Pescatori Ostia
Nella stagione 2008-2009 è approdato alla Pescatori Ostia nel campionato di Eccellenza. All'esordio con la nuova squadra, in cui milita anche il suo ex-compagno di squadra Massimiliano Cappioli, Delvecchio segna una doppietta e contribuisce alla vittoria dei Pescatori Ostia per 3-1. Durante Pescatori Ostia-Tanas Casalotti (gara in cui segna un gol e contribuisce al successo della sua squadra per 2-1) viene espulso dall'arbitro per proteste e, successivamente, squalificato per 4 turni. Nel derby del litorale romano Ostiamare - Pescatori (1-0) viene espulso per doppia ammonizione e, a seguito di ulteriori proteste nei confronti dell'arbitro, viene punito con 5 giornate di squalifica. Dopo questo evento decide di lasciare la squadra per protesta contro le decisioni arbitrali, concludendo così la sua carriera agonistica. Con la maglia dei Pescatori Ostia ha realizzato 34 reti in 39 presenze.

#### Nazionale

Delvecchio con l'Under-21 nel 1995

Delvecchio ha giocato con la nazionale Under-21, con la quale ha partecipato a due campionati europei, nel 1994 e nel 1996 (quest'ultimo vinto dall'Italia ai tiri di rigore). Con la nazionale olimpica partecipa al torneo di Atlanta 1996, dove non brilla a causa di una brutta influenza.
Grazie ai suoi 10 gol nella stagione 1995-1996, viene indicato come possibile convocato per il campionato d'Europa 1996, ma il commissario tecnico Arrigo Sacchi non lo include nella lista definitiva.
L'esordio in nazionale arriva il 16 dicembre 1998, a 25 anni, in occasione della sfida Italia-World Stars (6-2), una partita amichevole celebrativa dei 100 anni della FIGC.
Il selezionatore Dino Zoff decide di convocarlo per il campionato d'Europa 2000. Debutta il 14 giugno nella seconda gara del Gruppo B, la vittoria dell'Italia sulla Turchia (2-1), subentrando al 77' dal termine a Filippo Inzaghi. Nella semifinale contro i Paesi Bassi, dopo essere subentrato nella ripresa ancora a Inzaghi, sfiora il golden goal, ma il suo tiro viene parato da Van der Sar, che riesce a toccare la palla con la punta del piede e deviarla in calcio d'angolo. Preferito in extremis a Inzaghi, Delvecchio gioca dal primo minuto la finale contro la Francia e realizza il gol – il primo per lui in nazionale – del momentaneo vantaggio azzurro, prima di uscire all'86' minuto di gioco per far posto al compagno di club Montella; dopo pochi minuti dalla sua uscita, però, la Francia pareggia con Wiltord e protrae la partita fino ai supplementari, dove Trezeguet realizza il golden goal che consegna ai transalpini il secondo titolo europeo.
Il commissario tecnico Giovanni Trapattoni, scelto dopo le dimissioni di Zoff, utilizza Delvecchio in molte gare delle successive qualificazioni mondiali. Delvecchio segna contro Romania e Georgia e convince Trapattoni a convocarlo per il campionato del mondo 2002, competizione nella quale tuttavia non scende mai in campo.
Dopo la rassegna iridata, Delvecchio segna un gol in amichevole all'Irlanda del Nord nel giugno 2003, e infine ottiene la sua ultima presenza il 18 febbraio 2004, la gara amichevole contro la Repubblica Ceca (2-2) disputata a Palermo. Chiude la sua esperienza in azzurro con 4 gol in 22 presenze.

## Fuori dal campo
Ha prestato la voce a Wong Kai Tug nel ruolo di Testa d'acciaio nel film Shaolin Soccer. Ha preso parte a un episodio de I Cesaroni 4. Dal gennaio 2012 partecipa all'ottava edizione del talent show di Rai 1, Ballando con le stelle, in coppia con Sara Di Vaira con la quale si è classificato al secondo posto finale. Nel 2013 è protagonista insieme all'ex compagno di nazionale Christian Vieri del programma tv "Bobo&Marco - I Re del ballo" in onda su Sky Uno. È stato inoltre commentatore per Sky Sport e Teleradiostereo.
Ha partecipato ad alcune edizioni dell'Italia Beach Soccer tour con la nazionale italiana di beach soccer.
Dal 19 gennaio 2018 è tra i concorrenti, in coppia con Federica Delvecchio, della seconda edizione del talent show Dance Dance Dance, in onda su Fox Life.
È tra i giocatori giallorossi che hanno ricevuto negli anni il Premio “Sette Colli”, riservato alle storiche bandiere.

## Statistiche

### Presenze e reti nei club
Statistiche aggiornate al 30 giugno 2011.
| Stagione            | Squadra         | Campionato      | Campionato | Campionato | Coppe nazionali | Coppe nazionali | Coppe nazionali | Coppe continentali | Coppe continentali | Coppe continentali | Altre coppe | Altre coppe | Altre coppe | Totale | Totale |
| Stagione            | Squadra         | Comp            | Pres       | Reti       | Comp            | Pres            | Reti            | Comp               | Pres               | Reti               | Comp        | Pres        | Reti        | Pres   | Reti   |
| ------------------- | --------------- | --------------- | ---------- | ---------- | --------------- | --------------- | --------------- | ------------------ | ------------------ | ------------------ | ----------- | ----------- | ----------- | ------ | ------ |
| 1991-1992           | Inter           | A               | 4          | 0          | CI              | 1               | 0               | CU                 | 0                  | 0                  | -           | -           | -           | 5      | 0      |
| 1992-1993           | Venezia         | B               | 20         | 3          | CI              | 1               | 0               | -                  | -                  | -                  | -           | -           | -           | 21     | 3      |
| 1993-1994           | Udinese         | A               | 7          | 0          | CI              | 1               | 0               | -                  | -                  | -                  | -           | -           | -           | 8      | 0      |
| 1994-1995           | Inter           | A               | 29         | 4          | CI              | 4               | 0               | CU                 | 1                  | 0                  | -           | -           | -           | 34     | 4      |
| lug.-nov. 1995      | Inter           | A               | 4          | 1          | CI              | 0               | 0               | CU                 | 1                  | 0                  | -           | -           | -           | 5      | 1      |
| Totale Inter        | Totale Inter    | Totale Inter    | 37         | 5          |                 | 5               | 0               |                    | 2                  | 0                  | -           | -           | -           | 44     | 5      |
| nov. 1995-giu. 1996 | Roma            | A               | 24         | 10         | CI              | 0               | 0               | CU                 | 0                  | 0                  | -           | -           | -           | 24     | 10     |
| 1996-1997           | Roma            | A               | 27         | 4          | CI              | 1               | 0               | CU                 | 2                  | 0                  | -           | -           | -           | 30     | 4      |
| 1997-1998           | Roma            | A               | 27         | 7          | CI              | 5               | 1               | -                  | -                  | -                  | -           | -           | -           | 32     | 8      |
| 1998-1999           | Roma            | A               | 31         | 18         | CI              | 3               | 1               | CU                 | 8                  | 4                  | -           | -           | -           | 42     | 23     |
| 1999-2000           | Roma            | A               | 28         | 11         | CI              | 3               | 0               | CU                 | 6                  | 1                  | -           | -           | -           | 37     | 12     |
| 2000-2001           | Roma            | A               | 31         | 3          | CI              | 2               | 0               | CU                 | 8                  | 5                  | -           | -           | -           | 41     | 8      |
| 2001-2002           | Roma            | A               | 27         | 2          | CI              | 2               | 0               | UCL                | 7                  | 1                  | SI          | 1           | 0           | 37     | 3      |
| 2002-2003           | Roma            | A               | 16         | 4          | CI              | 6               | 4               | UCL                | 6                  | 1                  | -           | -           | -           | 28     | 9      |
| 2003-2004           | Roma            | A               | 16         | 3          | CI              | 4               | 2               | CU                 | 4                  | 1                  | -           | -           | -           | 24     | 6      |
| 2004-gen. 2005      | Roma            | A               | 4          | 0          | CI              | 0               | 0               | UCL                | 1                  | 0                  | -           | -           | -           | 5      | 0      |
| Totale Roma         | Totale Roma     | Totale Roma     | 231        | 62         |                 | 26              | 8               |                    | 42                 | 13                 |             | 1           | 0           | 300    | 83     |
| gen.-giu. 2005      | Brescia         | A               | 5          | 0          | CI              | 0               | 0               | -                  | -                  | -                  | -           | -           | -           | 5      | 0      |
| 2005-2006           | Parma           | A               | 8          | 1          | CI              | 1               | 0               | -                  | -                  | -                  | -           | -           | -           | 9      | 1      |
| 2006-2007           | Ascoli          | A               | 10         | 2          | CI              | 0               | 0               | -                  | -                  | -                  | -           | -           | -           | 10     | 2      |
| Totale carriera     | Totale carriera | Totale carriera | 318        | 73         |                 | 34              | 8               |                    | 44                 | 13                 |             | 1           | 0           | 397    | 94     |

### Cronologia presenze e reti in nazionale
| Cronologia completa delle presenze e delle reti in nazionale ― Italia | Cronologia completa delle presenze e delle reti in nazionale ― Italia | Cronologia completa delle presenze e delle reti in nazionale ― Italia | Cronologia completa delle presenze e delle reti in nazionale ― Italia | Cronologia completa delle presenze e delle reti in nazionale ― Italia | Cronologia completa delle presenze e delle reti in nazionale ― Italia | Cronologia completa delle presenze e delle reti in nazionale ― Italia | Cronologia completa delle presenze e delle reti in nazionale ― Italia |
| Data                                                                  | Città                                                                 | In casa                                                               | Risultato                                                             | Ospiti                                                                | Competizione                                                          | Reti                                                                  | Note                                                                  |
| --------------------------------------------------------------------- | --------------------------------------------------------------------- | --------------------------------------------------------------------- | --------------------------------------------------------------------- | --------------------------------------------------------------------- | --------------------------------------------------------------------- | --------------------------------------------------------------------- | --------------------------------------------------------------------- |
| 16-12-1998                                                            | Roma                                                                  | Italia                                                                | 6 – 2                                                                 | World Stars                                                           | Amichevole                                                            | -                                                                     | 45’                                                                   |
| 10-2-1999                                                             | Pisa                                                                  | Italia                                                                | 0 – 0                                                                 | Norvegia                                                              | Amichevole                                                            | -                                                                     |                                                                       |
| 29-3-2000                                                             | Barcellona                                                            | Spagna                                                                | 2 – 0                                                                 | Italia                                                                | Amichevole                                                            | -                                                                     | 46’                                                                   |
| 26-4-2000                                                             | Reggio Calabria                                                       | Italia                                                                | 2 – 0                                                                 | Portogallo                                                            | Amichevole                                                            | -                                                                     | 46’                                                                   |
| 14-6-2000                                                             | Bruxelles                                                             | Italia                                                                | 2 – 0                                                                 | Belgio                                                                | Euro 2000 - 1º turno                                                  | -                                                                     | 72’                                                                   |
| 29-6-2000                                                             | Amsterdam                                                             | Italia                                                                | 0 – 0 dts (3 – 1 dtr)                                                 | Paesi Bassi                                                           | Euro 2000 - Semifinali                                                | -                                                                     | 67’                                                                   |
| 2-7-2000                                                              | Rotterdam                                                             | Francia                                                               | 2 – 1 gg                                                              | Italia                                                                | Euro 2000 - Finale                                                    | 1                                                                     | 86’                                                                   |
| 3-9-2000                                                              | Budapest                                                              | Ungheria                                                              | 2 – 2                                                                 | Italia                                                                | Qual. Mondiali 2002                                                   | -                                                                     | 72’                                                                   |
| 7-10-2000                                                             | Milano                                                                | Italia                                                                | 3 – 0                                                                 | Romania                                                               | Qual. Mondiali 2002                                                   | 1                                                                     | 71’                                                                   |
| 11-10-2000                                                            | Ancona                                                                | Italia                                                                | 2 – 0                                                                 | Georgia                                                               | Qual. Mondiali 2002                                                   | -                                                                     | 51’                                                                   |
| 15-11-2000                                                            | Torino                                                                | Italia                                                                | 1 – 0                                                                 | Inghilterra                                                           | Amichevole                                                            | -                                                                     | 61’                                                                   |
| 28-2-2001                                                             | Roma                                                                  | Italia                                                                | 1 – 2                                                                 | Argentina                                                             | Amichevole                                                            | -                                                                     | 71’                                                                   |
| 2-6-2001                                                              | Tbilisi                                                               | Georgia                                                               | 1 – 2                                                                 | Italia                                                                | Qual. Mondiali 2002                                                   | 1                                                                     | 79’                                                                   |
| 7-11-2001                                                             | Saitama                                                               | Giappone                                                              | 1 – 1                                                                 | Italia                                                                | Amichevole                                                            | -                                                                     | 59’                                                                   |
| 27-3-2002                                                             | Leeds                                                                 | Inghilterra                                                           | 1 – 2                                                                 | Italia                                                                | Amichevole                                                            | -                                                                     | 46’                                                                   |
| 18-5-2002                                                             | Praga                                                                 | Rep. Ceca                                                             | 1 – 0                                                                 | Italia                                                                | Amichevole                                                            | -                                                                     | 70’                                                                   |
| 12-2-2003                                                             | Genova                                                                | Italia                                                                | 1 – 0                                                                 | Portogallo                                                            | Amichevole                                                            | -                                                                     | 58’                                                                   |
| 29-3-2003                                                             | Palermo                                                               | Italia                                                                | 2 – 0                                                                 | Finlandia                                                             | Qual. Euro 2004                                                       | -                                                                     | 68’                                                                   |
| 3-6-2003                                                              | Campobasso                                                            | Italia                                                                | 2 – 0                                                                 | Irlanda del Nord                                                      | Amichevole                                                            | 1                                                                     | 46’                                                                   |
| 11-6-2003                                                             | Helsinki                                                              | Finlandia                                                             | 0 – 2                                                                 | Italia                                                                | Qual. Euro 2004                                                       | -                                                                     | 85’                                                                   |
| 20-8-2003                                                             | Stoccarda                                                             | Germania                                                              | 0 – 1                                                                 | Italia                                                                | Amichevole                                                            | -                                                                     | 55’                                                                   |
| 18-2-2004                                                             | Palermo                                                               | Italia                                                                | 2 – 2                                                                 | Rep. Ceca                                                             | Amichevole                                                            | -                                                                     | 46’                                                                   |
| Totale                                                                |                                                                       | Presenze                                                              | 22                                                                    |                                                                       | Reti                                                                  | 4                                                                     |                                                                       |

| Cronologia completa delle presenze e delle reti in nazionale ― Italia olimpica | Cronologia completa delle presenze e delle reti in nazionale ― Italia olimpica | Cronologia completa delle presenze e delle reti in nazionale ― Italia olimpica | Cronologia completa delle presenze e delle reti in nazionale ― Italia olimpica | Cronologia completa delle presenze e delle reti in nazionale ― Italia olimpica | Cronologia completa delle presenze e delle reti in nazionale ― Italia olimpica | Cronologia completa delle presenze e delle reti in nazionale ― Italia olimpica | Cronologia completa delle presenze e delle reti in nazionale ― Italia olimpica |
| Data                                                                           | Città                                                                          | In casa                                                                        | Risultato                                                                      | Ospiti                                                                         | Competizione                                                                   | Reti                                                                           | Note                                                                           |
| ------------------------------------------------------------------------------ | ------------------------------------------------------------------------------ | ------------------------------------------------------------------------------ | ------------------------------------------------------------------------------ | ------------------------------------------------------------------------------ | ------------------------------------------------------------------------------ | ------------------------------------------------------------------------------ | ------------------------------------------------------------------------------ |
| 21-7-1996                                                                      | Birmingham                                                                     | Messico olimpica                                                               | 1 – 0                                                                          | Italia olimpica                                                                | Olimpiadi 1996 - 1º turno                                                      | -                                                                              | 78’                                                                            |
| 24-7-1996                                                                      | Washington                                                                     | Ghana olimpica                                                                 | 3 – 2                                                                          | Italia olimpica                                                                | Olimpiadi 1996 - 1º turno                                                      | -                                                                              | 46’                                                                            |
| 26-7-1996                                                                      | Birmingham                                                                     | Corea del Sud olimpica                                                         | 1 – 2                                                                          | Italia olimpica                                                                | Olimpiadi 1996 - 1º turno                                                      | -                                                                              | 52’                                                                            |
| Totale                                                                         |                                                                                | Presenze                                                                       | 3                                                                              |                                                                                | Reti                                                                           | 0                                                                              |                                                                                |

| Cronologia completa delle presenze e delle reti in nazionale ― Italia under 23 | Cronologia completa delle presenze e delle reti in nazionale ― Italia under 23 | Cronologia completa delle presenze e delle reti in nazionale ― Italia under 23 | Cronologia completa delle presenze e delle reti in nazionale ― Italia under 23 | Cronologia completa delle presenze e delle reti in nazionale ― Italia under 23 | Cronologia completa delle presenze e delle reti in nazionale ― Italia under 23 | Cronologia completa delle presenze e delle reti in nazionale ― Italia under 23 | Cronologia completa delle presenze e delle reti in nazionale ― Italia under 23 |
| Data                                                                           | Città                                                                          | In casa                                                                        | Risultato                                                                      | Ospiti                                                                         | Competizione                                                                   | Reti                                                                           | Note                                                                           |
| ------------------------------------------------------------------------------ | ------------------------------------------------------------------------------ | ------------------------------------------------------------------------------ | ------------------------------------------------------------------------------ | ------------------------------------------------------------------------------ | ------------------------------------------------------------------------------ | ------------------------------------------------------------------------------ | ------------------------------------------------------------------------------ |
| 19-6-1996                                                                      | Perpignano                                                                     | Italia under 23                                                                | 2 – 1                                                                          | Slovenia under 23                                                              | Giochi del Mediterraneo 1993 - 1º turno                                        | -                                                                              | 63’                                                                            |
| 24-6-1996                                                                      | Nîmes                                                                          | Algeria under 23                                                               | 1 – 0                                                                          | Italia under 23                                                                | Giochi del Mediterraneo 1993 - Semifinali                                      | -                                                                              |                                                                                |
| 26-6-1996                                                                      | Nîmes                                                                          | Francia under 23                                                               | 2 – 1                                                                          | Italia under 23                                                                | Giochi del Mediterraneo 1993 - Finale 3º posto                                 | 1                                                                              |                                                                                |
| Totale                                                                         |                                                                                | Presenze                                                                       | 3                                                                              |                                                                                | Reti                                                                           | 1                                                                              |                                                                                |

| Cronologia completa delle presenze e delle reti in nazionale ― Italia under 21 | Cronologia completa delle presenze e delle reti in nazionale ― Italia under 21 | Cronologia completa delle presenze e delle reti in nazionale ― Italia under 21 | Cronologia completa delle presenze e delle reti in nazionale ― Italia under 21 | Cronologia completa delle presenze e delle reti in nazionale ― Italia under 21 | Cronologia completa delle presenze e delle reti in nazionale ― Italia under 21 | Cronologia completa delle presenze e delle reti in nazionale ― Italia under 21 | Cronologia completa delle presenze e delle reti in nazionale ― Italia under 21 |
| Data                                                                           | Città                                                                          | In casa                                                                        | Risultato                                                                      | Ospiti                                                                         | Competizione                                                                   | Reti                                                                           | Note                                                                           |
| ------------------------------------------------------------------------------ | ------------------------------------------------------------------------------ | ------------------------------------------------------------------------------ | ------------------------------------------------------------------------------ | ------------------------------------------------------------------------------ | ------------------------------------------------------------------------------ | ------------------------------------------------------------------------------ | ------------------------------------------------------------------------------ |
| 15-10-1992                                                                     | Cremona                                                                        | Italia under 21                                                                | 1 – 0                                                                          | Svizzera under 21                                                              | Qual. Europeo Under-21 1994                                                    | -                                                                              | 70’                                                                            |
| 16-12-1992                                                                     | La Valletta                                                                    | Malta under 21                                                                 | 0 – 1                                                                          | Italia under 21                                                                | Qual. Europeo Under-21 1994                                                    | -                                                                              | 46’                                                                            |
| 20-1-1993                                                                      | Latina                                                                         | Italia under 21                                                                | 1 – 0                                                                          | Romania under 21                                                               | Amichevole                                                                     | -                                                                              |                                                                                |
| 23-2-1993                                                                      | Braga                                                                          | Portogallo under 21                                                            | 2 – 0                                                                          | Italia under 21                                                                | Qual. Europeo Under-21 1994                                                    | -                                                                              |                                                                                |
| 25-3-1993                                                                      | Reggio Calabria                                                                | Italia under 21                                                                | 3 – 0                                                                          | Malta under 21                                                                 | Qual. Europeo Under-21 1994                                                    | -                                                                              |                                                                                |
| 28-4-1993                                                                      | Neuchâtel                                                                      | Svizzera under 21                                                              | 0 – 2                                                                          | Italia under 21                                                                | Qual. Europeo Under-21 1994                                                    | 1                                                                              | 71’                                                                            |
| 22-9-1993                                                                      | Como                                                                           | Italia under 21                                                                | 1 – 0                                                                          | Danimarca under 21                                                             | Amichevole                                                                     | -                                                                              | 61’                                                                            |
| 16-2-1994                                                                      | Gerusalemme                                                                    | Israele under 21                                                               | 0 – 0                                                                          | Italia under 21                                                                | Amichevole                                                                     | -                                                                              |                                                                                |
| 9-3-1994                                                                       | Salerno                                                                        | Italia under 21                                                                | 3 – 0                                                                          | Cecoslovacchia under 21                                                        | Europeo Under-21 1994 - Quarti di finale                                       | -                                                                              | 67’                                                                            |
| 20-12-1994                                                                     | Teramo                                                                         | Italia under 21                                                                | 2 – 0                                                                          | Turchia under 21                                                               | Amichevole                                                                     | -                                                                              | 63’                                                                            |
| 22-2-1995                                                                      | Prato                                                                          | Italia under 21                                                                | 1 – 0                                                                          | Romania under 21                                                               | Amichevole                                                                     | 1                                                                              |                                                                                |
| 23-3-1995                                                                      | Catanzaro                                                                      | Italia under 21                                                                | 7 – 0                                                                          | Estonia under 21                                                               | Qual. Europeo Under-21 1996                                                    | 2                                                                              | 20’                                                                            |
| 27-4-1995                                                                      | Kaunas                                                                         | Lituania under 21                                                              | 0 – 2                                                                          | Italia under 21                                                                | Qual. Europeo Under-21 1996                                                    | 1                                                                              |                                                                                |
| 7-9-1995                                                                       | Vicenza                                                                        | Italia under 21                                                                | 1 – 0                                                                          | Slovenia under 21                                                              | Qual. Europeo Under-21 1996                                                    | -                                                                              |                                                                                |
| 5-10-1995                                                                      | Varaždin                                                                       | Croazia under 21                                                               | 2 – 2                                                                          | Italia under 21                                                                | Qual. Europeo Under-21 1996                                                    | 1                                                                              |                                                                                |
| 10-11-1995                                                                     | Matera                                                                         | Italia under 21                                                                | 2 – 1                                                                          | Ucraina under 21                                                               | Qual. Europeo Under-21 1996                                                    | -                                                                              | 46’                                                                            |
| 21-2-1996                                                                      | Perugia                                                                        | Italia under 21                                                                | 4 – 0                                                                          | Ungheria under 21                                                              | Amichevole                                                                     | -                                                                              | 63’                                                                            |
| 13-3-1996                                                                      | Lisbona                                                                        | Portogallo under 21                                                            | 1 – 0                                                                          | Italia under 21                                                                | Europeo Under-21 1996 - Quarti di finale                                       | -                                                                              | 84’                                                                            |
| 27-3-1996                                                                      | Palermo                                                                        | Italia under 21                                                                | 2 – 0                                                                          | Portogallo under 21                                                            | Europeo Under-21 1996 - Quarti di finale                                       | -                                                                              | 32’                                                                            |
| 28-5-1996                                                                      | Barcellona                                                                     | Francia under 21                                                               | 0 – 1                                                                          | Italia under 21                                                                | Europeo Under-21 1996 - Semifinale                                             | -                                                                              | 45’                                                                            |
| Totale                                                                         |                                                                                | Presenze                                                                       | 20                                                                             |                                                                                | Reti                                                                           | 6                                                                              |                                                                                |

### Dettaglio delle reti in carriera
- Nel campionato di Serie A ha collezionato 298 presenze e 70 reti.
- Con la Nazionale italiana ha collezionato 22 presenze e 4 reti.

## Palmarès

### Club
- Campionato italiano: 1

Roma: 2000-2001
- Supercoppa italiana: 1

Roma: 2001

### Nazionale
- Campionato d'Europa Under-21: 1

Spagna 1996